# Вяре, Эмиль
Ээмели (Эмиль) Эрнст Вяре (фин. Eemeli (Emil) Ernst Väre; 28 сентября 1885 — 31 января 1974) — финский борец греко-римского стиля, олимпийский чемпион и чемпион мира.
Эмиль Вяре родился в 1885 году в общине Кяркёля. В 1909 году выиграл чемпионат Финляндии, в 1910 году занял на нём третье место, в 1911 году опять стал чемпионом Финляндии.
В 1911 году в Хельсинки прошёл чемпионат мира по борьбе, и Эмиль Вяре занял на нём первое место в своей весовой категории. В 1912 году он завоевал золотые медали Олимпийских игр в Стокгольме и неофициального чемпионата Европы в Будапеште. 
После обретения Финляндией независимости Эмиль Вяре, представляя уже государство Финляндия, в 1920 году на Олимпийских играх в Антверпене вновь завоевал золотую олимпийскую медаль.